# Cypern i olympiska vinterspelen 1980
Cypern deltog med 3 deltagare vid de olympiska vinterspelen 1980 i Lake Placid. Ingen av landets deltagare erövrade någon medalj.